# Classe Egret
La classe Egret  était une classe de trois navires d'escorte à long rayon d'action utilisés pendant la Seconde Guerre mondiale par la Royal Navy.
Ces navires étaient une version agrandie de la classe Bittern avec un montage de canons supplémentaire de 4 pouces. Ils étaient équipés de stabilisateurs Denny Brown et du système de contrôle de tir anti-aérien Fuze Keeping Clock.

## Les bâtiments
| Navire              | Chantier                      | Lancement         | Sort                                                                 |
| ------------------- | ----------------------------- | ----------------- | -------------------------------------------------------------------- |
| Auckland (ex-Heron) | William Denny and Brothers    | 30 juin 1938      | Coulé le 24 juin 1941 par des bombardiers en piqué près de Tobrouk   |
| Pelican             | John I. Thornycroft & Company | 12 septembre 1938 | Démoli en 1958                                                       |
| Egret               | J. Samuel White               | 31 mai 1938       | Coulé par une bombe guidée dans le golfe de Gascogne le 27 août 1943 |

## Histoire
Trois navires ont été construits; HMS Auckland, HMS Pelican and HMS Egret. 

- Auckland a été perdu le 24 juin 1941 par 48 avions Junkers Ju 87 qui l'ont bombardé en piqué au large de Tobrouk.
- Pelican était une escorte de convoi efficace et a été crédité de la destruction de quatre U-Bootes. Il a survécu jusqu'à la fin de la guerre et a été démolie en 1958.
- Egret a été perdu à cause d'un missile guidé. Alors qu'il patrouillait dans le golfe de Gascogne, il a été attaqué par 18 Dornier Do 217, transportant la bombe planante Henschel Hs 293[1].